# Volley Tricolore Reggio Emilia 2023-2024
Questa voce raccoglie le informazioni riguardanti il Volley Tricolore Reggio Emilia nelle competizioni ufficiali della stagione 2023-2024.

## Stagione
Nella stagione 2023-24 il Volley Tricolore Reggio Emilia assume la denominazione sponsorizzata di Conad Reggio Emilia.
Partecipa per l'undicesima volta, la decima consecutiva, al campionato di Serie A2 classificandosi undicesima al termine della regular season.
La posizione in regular season consente al club di accedere alla Coppa Italia di categoria, dove viene eliminata negli ottavi di finale dall'Atlantide Brescia.

## Organigramma societario
Area direttiva
- Presidente: Giulio Bertaccini
- Vicepresidente: Azzio Santini
- Direttore generale: Loris Migliari
- Direttore sportivo: Azzio Santini
- Team manager: Piero Taddei
- Segreteria generale: Patrizia Battini

Area tecnica
- Allenatore: Fabio Fanuli
- Allenatore in seconda: Tommaso Zagni
- Assistente allenatore: Daniele Paolini
- Scout man: Alessandro Mori
- Responsabile settore giovanile: Fabio Fanuli

Area comunicazione
- Addetto stampa: Nicol Sacchetti
- Relazioni esterne: Loris Migliari
- Social media manager: Iris Lala

Area marketing
- Responsabile marketing: Loris Migliari

Area sanitaria
- Medico sociale: Marco Poli
- Staff medico: Massimo Pantaleoni
- Preparatore atletico: Gabriele Mercati
- Fisioterapista: Stefano Collarini, Alejandro Roland Garcia

## Rosa
| N° | Nome               | Ruolo | Data di nascita   | Nazionalità sportiva |
| -- | ------------------ | ----- | ----------------- | -------------------- |
| 1  | Lorenzo Caciagli   | C     | 20 maggio 2000    | Italia               |
| 3  | Romolo Mariano     | S     | 18 dicembre 1991  | Italia               |
| 4  | Alessandro Preti   | S     | 7 agosto 1992     | Italia               |
| 5  | Nicola Sesto       | C     | 11 maggio 1987    | Italia               |
| 6  | Lorenzo Sperotto   | P     | 28 aprile 1999    | Italia               |
| 7  | Mattia Catellani   | P     | 24 maggio 1999    | Italia               |
| 8  | Matteo Maiocchi    | S     | 30 settembre 1998 | Italia               |
| 9  | Andrea Gasparini   | S     | 13 settembre 1996 | Italia               |
| 10 | Paolo Bonola       | C     | 25 giugno 1992    | Italia               |
| 11 | Ernesto Torchia    | L     | 3 luglio 1998     | Italia               |
| 13 | Filippo Pochini    | L     | 13 novembre 1989  | Italia               |
| 14 | Nicolò Volpe       | C     | 11 febbraio 2003  | Italia               |
| 15 | Christoph Marks    | O     | 16 aprile 1997    | Germania             |
| 16 | Francesco Guerrini | S     | 4 ottobre 2003    | Italia               |
| 17 | Antonino Suraci    | O     | 5 novembre 1996   | Italia               |

## Mercato
| Acquisti                               | Acquisti           | Acquisti            | Acquisti   |
| R.                                     | Nome               | da                  | Modalità   |
| -------------------------------------- | ------------------ | ------------------- | ---------- |
| C                                      | Paolo Bonola       | Rinascita Lagonegro | definitivo |
| P                                      | Mattia Catellani   | Gabbiano Mantova    | definitivo |
| S                                      | Andrea Gasparini   | Normanna Aversa     | definitivo |
| S                                      | Francesco Guerrini | Bologna             | definitivo |
| S                                      | Matteo Maiocchi    | Lupi Santa Croce    | definitivo |
| O                                      | Christoph Marks    | Virtus Fano         | definitivo |
| L                                      | Filippo Pochini    | Emma Villas         | definitivo |
| C                                      | Nicola Sesto       | Energy Parma        | definitivo |
| Trasferimenti nel corso della stagione |                    |                     |            |
| S                                      | Alessandro Preti   | Al-Jazira           | definitivo |

| Cessioni | Cessioni             | Cessioni             | Cessioni   |
| R.       | Nome                 | a                    | Modalità   |
| -------- | -------------------- | -------------------- | ---------- |
| C        | Nicholas Bucciarelli | Energy Parma         | definitivo |
| O        | Diego Cantagalli     | Impavida Ortona      | definitivo |
| L        | Marco Cantagalli     | Energy Parma         | definitivo |
| C        | Alberto Elia         | ?                    | ?          |
| S        | Matteo Meschiari     | Diavoli Rosa         | definitivo |
| S        | Riccardo Mian        | Motta                | definitivo |
| S        | Luiz Perotto         | Calicut Heroes       | definitivo |
| P        | Filippo Santambrogio | Saturnia Acicastello | definitivo |

## Risultati

### Serie A2

#### Girone di andata
| 1ª Giornata - 14 ottobre 2023 PalaCrisafulli, Pordenone              | Prata             | 3 - 2 | Tricolore        | 25-23, 25-27, 19-25, 25-21, 15-12 |
| 2ª Giornata - 22 ottobre 2023 PalaBigi, Reggio nell'Emilia           | Tricolore         | 2 - 3 | M&G              | 19-25, 26-24, 17-25, 28-26, 17-19 |
| 3ª Giornata - 29 ottobre 2023 PalaGrotte, Castellana Grotte          | New Mater         | 1 - 3 | Tricolore        | 16-25, 17-25, 25-23, 34-36        |
| 4ª Giornata - 1º novembre 2023 PalaBigi, Reggio nell'Emilia          | Tricolore         | 2 - 3 | Emma Villas      | 23-25, 25-19, 20-25, 25-21, 14-16 |
| 5ª Giornata - 5 novembre 2023 PalaBigi, Reggio nell'Emilia           | Tricolore         | 2 - 3 | Porto Viro       | 25-23, 25-16, 23-25, 22-25, 11-15 |
| 6ª Giornata - 12 novembre 2023 PalaFrancescucci, Casnate con Bernate | Libertas Brianza  | 2 - 3 | Tricolore        | 25-21, 25-22, 19-25, 21-25, 6-15  |
| 7ª Giornata - 19 novembre 2023 PalaJacazzi, Aversa                   | Virtus Aversa     | 3 - 2 | Tricolore        | 25-21, 26-28, 23-25, 25-16, 15-12 |
| 8ª Giornata - 26 novembre 2023 PalaBigi, Reggio nell'Emilia          | Tricolore         | 3 - 1 | Lupi Santa Croce | 25-12, 25-9, 17-25, 25-19         |
| 9ª Giornata - 3 dicembre 2023 PalaBigi, Reggio nell'Emilia           | Tricolore         | 3 - 1 | Pineto           | 16-25, 25-20, 25-20, 25-22        |
| 10ª Giornata - 7 dicembre 2023 PalaCastagnaretta, Cuneo              | Cuneo             | 3 - 0 | Tricolore        | 25-23, 25-22, 25-18               |
| 11ª Giornata - 10 dicembre 2023 PalaDeAndré, Ravenna                 | Porto Robur Costa | 3 - 1 | Tricolore        | 22-25, 25-14, 25-19, 25-17        |
| 12ª Giornata - 17 dicembre 2023 PalaBigi, Reggio nell'Emilia         | Tricolore         | 0 - 3 | Impavida Ortona  | 17-25, 20-25, 18-25               |
| 13ª Giornata - 26 dicembre 2023 PalaSanFilippo, Brescia              | Atlantide Brescia | 3 - 1 | Tricolore        | 25-19, 23-25, 25-20, 25-23        |

#### Girone di ritorno
| 14ª Giornata - 30 dicembre 2023 PalaBigi, Reggio nell'Emilia         | Tricolore        | 1 - 3 | Prata             | 20-25, 24-26, 25-21, 19-25 |
| 15ª Giornata - 7 gennaio 2024 Palasport Grottazzolina, Grottazzolina | M&G              | 3 - 0 | Tricolore         | 27-25, 25-20, 25-21        |
| 16ª Giornata - 14 gennaio 2024 PalaBigi, Reggio nell'Emilia          | Tricolore        | 3 - 0 | New Mater         | 25-20, 28-26, 25-23        |
| 17ª Giornata - 20 gennaio 2024 PalaMensSana, Siena                   | Emma Villas      | 3 - 0 | Tricolore         | 25-10, 25-14, 25-21        |
| 18ª Giornata - 28 gennaio 2024 Palazzetto dello Sport, Porto Viro    | Porto Viro       | 3 - 0 | Tricolore         | 25-19, 25-20, 25-21        |
| 19ª Giornata - 4 febbraio 2024 PalaBigi, Reggio nell'Emilia          | Tricolore        | 1 - 3 | Libertas Brianza  | 25-19, 24-26, 17-25, 21-25 |
| 20ª Giornata - 11 febbraio 2024 PalaBigi, Reggio nell'Emilia         | Tricolore        | 3 - 1 | Virtus Aversa     | 17-25, 25-18, 25-23, 25-17 |
| 21ª Giornata - 18 febbraio 2024 PalaParenti, Santa Croce sull'Arno   | Lupi Santa Croce | 3 - 0 | Tricolore         | 25-22, 25-22, 25-17        |
| 22ª Giornata - 25 febbraio 2024 Pala Santa Maria, Pineto             | Pineto           | 3 - 0 | Tricolore         | 25-21, 25-23, 25-23        |
| 23ª Giornata - 3 marzo 2024 PalaBigi, Reggio nell'Emilia             | Tricolore        | 0 - 3 | Cuneo             | 18-25, 23-25, 20-25        |
| 24ª Giornata - 9 marzo 2024 PalaBigi, Reggio nell'Emilia             | Tricolore        | 0 - 3 | Porto Robur Costa | 21-25, 22-25, 18-25        |
| 25ª Giornata - 17 marzo 2024 Palasport Comunale, Ortona              | Impavida Ortona  | 1 - 3 | Tricolore         | 25-14, 23-25, 23-25, 20-25 |
| 26ª Giornata - 24 marzo 2024 PalaBigi, Reggio nell'Emilia            | Tricolore        | 3 - 1 | Atlantide Brescia | 19-25, 25-15, 25-21, 25-22 |

### Coppa Italia di Serie A2
| Gara 1 Ottavi di finale - 14 aprile 2024 PalaSanFilippo, Brescia      | Atlantide Brescia | 3 - 0 | Tricolore         | 25-18, 25-23, 25-17        |
| Gara 2 Ottavi di finale - 21 aprile 2024 PalaBigi, Reggio nell'Emilia | Tricolore         | 3 - 1 | Atlantide Brescia | 24-26, 25-23, 25-22, 25-20 |
| Gara 3 Ottavi di finale - 28 aprile 2024 PalaSanFilippo, Brescia      | Atlantide Brescia | 3 - 1 | Tricolore         | 25-15, 25-18, 22-25, 25-21 |

## Statistiche

### Statistiche di squadra
| Competizione             | Punti | In casa | In casa | In casa | In trasferta | In trasferta | In trasferta | Totale | Totale | Totale |
| Competizione             | Punti | G       | V       | P       | G            | V            | P            | G      | V      | P      |
| ------------------------ | ----- | ------- | ------- | ------- | ------------ | ------------ | ------------ | ------ | ------ | ------ |
| Serie A2                 | 28    | 13      | 5       | 8       | 13           | 3            | 10           | 26     | 8      | 18     |
| Coppa Italia di Serie A2 |       | 1       | 1       | 0       | 2            | 0            | 2            | 3      | 1      | 2      |
| Totale                   | -     | 14      | 6       | 8       | 15           | 3            | 12           | 29     | 9      | 20     |

G = partite giocate; V = partite vinte; P = partite perse 

### Statistiche dei giocatori
| Giocatore    | Serie A2 | Serie A2 | Serie A2 | Serie A2 | Serie A2 | Coppa Italia di Serie A2 | Coppa Italia di Serie A2 | Coppa Italia di Serie A2 | Coppa Italia di Serie A2 | Coppa Italia di Serie A2 | Totale | Totale | Totale | Totale | Totale |
| Giocatore    | P        | PT       | AV       | MV       | BV       | P                        | PT                       | AV                       | MV                       | BV                       | P      | PT     | AV     | MV     | BV     |
| ------------ | -------- | -------- | -------- | -------- | -------- | ------------------------ | ------------------------ | ------------------------ | ------------------------ | ------------------------ | ------ | ------ | ------ | ------ | ------ |
| P. Bonola    | 26       | 173      | 103      | 68       | 2        | 0                        | 0                        | 0                        | 0                        | 0                        | 26     | 173    | 103    | 68     | 2      |
| L. Caciagli  | 4        | 3        | 3        | 0        | 0        | 3                        | 15                       | 12                       | 3                        | 0                        | 7      | 18     | 15     | 3      | 0      |
| M. Catellani | 16       | 1        | 1        | 0        | 0        | 3                        | 2                        | 1                        | 1                        | 0                        | 19     | 3      | 2      | 1      | 0      |
| A. Gasparini | 20       | 100      | 92       | 5        | 3        | 3                        | 37                       | 32                       | 4                        | 1                        | 23     | 137    | 124    | 9      | 4      |
| F. Guerrini  | 14       | 4        | 3        | 1        | 0        | 3                        | 45                       | 35                       | 5                        | 5                        | 17     | 49     | 38     | 6      | 5      |
| M. Maiocchi  | 15       | 44       | 35       | 9        | 0        | 0                        | 0                        | 0                        | 0                        | 0                        | 15     | 44     | 35     | 9      | 0      |
| R. Mariano   | 26       | 248      | 216      | 20       | 12       | 1                        | 0                        | 0                        | 0                        | 0                        | 27     | 248    | 216    | 20     | 12     |
| C. Marks     | 18       | 370      | 332      | 24       | 14       | 1                        | 0                        | 0                        | 0                        | 0                        | 19     | 370    | 332    | 24     | 14     |
| F. Pochini   | 25       | 1        | 1        | 0        | 0        | 1                        | 0                        | 0                        | 0                        | 0                        | 26     | 1      | 1      | 0      | 0      |
| A. Preti     | 12       | 85       | 78       | 4        | 3        | 3                        | 20                       | 17                       | 0                        | 3                        | 15     | 105    | 95     | 4      | 6      |
| N. Sesto     | 10       | 20       | 12       | 7        | 1        | 3                        | 11                       | 8                        | 3                        | 0                        | 13     | 31     | 20     | 10     | 1      |
| L. Sperotto  | 26       | 58       | 16       | 25       | 17       | 3                        | 7                        | 2                        | 1                        | 4                        | 29     | 65     | 18     | 26     | 21     |
| A. Suraci    | 23       | 239      | 196      | 13       | 30       | 2                        | 20                       | 17                       | 0                        | 3                        | 25     | 259    | 213    | 13     | 33     |
| E. Torchia   | 22       | 0        | 0        | 0        | 0        | 3                        | 0                        | 0                        | 0                        | 0                        | 25     | 0      | 0      | 0      | 0      |
| N. Volpe     | 25       | 138      | 96       | 34       | 8        | 1                        | 0                        | 0                        | 0                        | 0                        | 26     | 138    | 96     | 34     | 8      |

P = presenze; PT = punti totali; AV = attacchi vincenti; MV = muri vincenti; BV = battute vincenti